# Charles Pic
Charles Pic, francoski dirkač, * 15. februar 1990, Montélimar, Francija.
Pic je v sezoni 2012 debitiral v Svetovnem prvenstvu Formule 1 v moštvu Marussia. Osvojil je 21. mesto v dirkaškem prvenstvu brez osvojene točke z najboljšo uvrstitvijo dvanajstim mestom na zadnji dirki sezone za Veliko nagrado Brazilije. Za sezono 2013 je prestopil v moštvo Caterham.

## Rezultati Formule 1
(legenda) (odebeljene dirke pomenijo najboljši štartni položaj, poševne pa najhitrejši krog, †-uvrščen kljub odstopu)
| Leto | Moštvo           | Šasija        | Motor                | 1      | 2      | 3      | 4       | 5       | 6       | 7      | 8     | 9      | 10     | 11      | 12     | 13     | 14     | 15      | 16      | 17     | 18      | 19      | 20     | Prv | Toč |
| ---- | ---------------- | ------------- | -------------------- | ------ | ------ | ------ | ------- | ------- | ------- | ------ | ----- | ------ | ------ | ------- | ------ | ------ | ------ | ------- | ------- | ------ | ------- | ------- | ------ | --- | --- |
| 2012 | Marussia F1 Team | Marussia MR01 | Cosworth CA2012 V8   | AVS 15 | MAL 20 | KIT 20 | BAH Ret | ŠPA Ret | MON Ret | KAN 20 | EU 15 | VB 19  | NEM 20 | MAD 20  | BEL 16 | ITA 16 | SIN 16 | JAP Ret | KOR 19  | IND 19 | ABU Ret | ZDA 20  | BRA 12 | 21. | 0   |
| 2013 | Caterham F1 Team | Caterham CT03 | Renault RS27-2013 V8 | AVS 16 | MAL 14 | KIT 16 | BAH 17  | ŠPA 17  | MON Ret | KAN 18 | VB 15 | NEM 17 | MAD 15 | BEL Ret | ITA 17 | SIN 19 | KOR 14 | JAP 18  | IND Ret | ABU 19 | ZDA 20  | BRA Ret |        | 20. | 0   |